# Prix FIPRESCI
Ne doit pas être confondu avec Grand prix de la FIPRESCI.
Le prix FIPRESCI est une récompense cinématographique remise par la fédération internationale de la presse cinématographique dans différents festivals.

## Festivals

### Festivals majeurs
- Prix FIPRESCI de la Berlinale
- Prix FIPRESCI du Festival de Cannes
- Prix FIPRESCI de la Mostra de Venise
- Prix FIPRESCI du Festival de Toronto

### Autres festivals
- Prix FIPRESCI du Festival d'Abu Dhabi
- Prix FIPRESCI du Festival d'Almaty
- Prix FIPRESCI du Festival d'Ankara
- Prix FIPRESCI du Festival international du film d'animation d'Annecy
- Prix FIPRESCI du Festival de Bratislava
- Prix FIPRESCI du Festival de Buenos Aires
- Prix FIPRESCI du Festival de Busan
- Prix FIPRESCI du Festival du Caire
- Prix FIPRESCI du Festival de Carthagène
- Prix FIPRESCI du Festival de Chicago
- Prix FIPRESCI du Festival de Cluj
- Prix FIPRESCI du Festival de Cottbus
- Prix FIPRESCI du Festival de Cracovie
- Prix FIPRESCI du Festival de Dubaï
- Prix FIPRESCI du Festival de Durrës
- Prix FIPRESCI du Festival d'Erevan
- Prix FIPRESCI du Festival de Fribourg
- Prix FIPRESCI du Festival de Genève
- Prix FIPRESCI du Festival de Gijón
- Prix FIPRESCI du Festival de Göteborg
- Prix FIPRESCI du Festival de Guadalajara
- Prix FIPRESCI du Festival de La Havanne
- Prix FIPRESCI du Festival de Hong Kong
- Prix FIPRESCI du Festival d'Istanbul
- Prix FIPRESCI du Festival de Karlovy Vary
- Prix FIPRESCI du Festival de Kiev
- Prix FIPRESCI du Festival de Lecce
- Prix FIPRESCI du Festival de Leipzig
- Prix FIPRESCI du Festival de Ljubljana
- Prix FIPRESCI du Festival de Locarno
- Prix FIPRESCI du Festival de Mannheim-Heidelberg
- Prix FIPRESCI du Festival de Mar del Plata
- Prix FIPRESCI du Festival de Montréal
- Prix FIPRESCI du Festival de Moscou
- Prix FIPRESCI du Festival de Motovun
- Prix FIPRESCI du Festival d'Oberhausen
- Prix FIPRESCI du Festival d'Oslo
- Prix FIPRESCI du Festival de Ouagadougou
- Prix FIPRESCI du Festival de Palm Springs
- Prix FIPRESCI du Festival de Perm
- Prix FIPRESCI du Festival de Riga
- Prix FIPRESCI du Festival Regard
- Prix FIPRESCI du Festival de Reykjavik
- Prix FIPRESCI du Festival de Rio de Janeiro
- Prix FIPRESCI du Festival de Rotterdam
- Prix FIPRESCI du Festival de Saint-Sébastien
- Prix FIPRESCI du Festival de San Francisco
- Prix FIPRESCI du Festival de Seattle
- Prix FIPRESCI du Festival de Sofia
- Prix FIPRESCI du Festival de Stockholm
- Prix FIPRESCI du Festival de Taipei
- Prix FIPRESCI du Festival de Tallinn
- Prix FIPRESCI du Festival de Thessalonique
- Prix FIPRESCI du Festival de Thiruvananthapuram
- Prix FIPRESCI du Festival de Toulouse
- Prix FIPRESCI du Festival de Troia
- Prix FIPRESCI du Festival de Tromsø
- Prix FIPRESCI du Festival de Turin
- Prix FIPRESCI du Festival de Valladolid
- Prix FIPRESCI du Festival de Varsovie
- Prix FIPRESCI du Festival de Vienne
- Prix FIPRESCI du Festival de Wiesbaden
- Prix FIPRESCI du Festival de Wrocław

## Récompenses
- Grand prix de la FIPRESCI
- Discovery of the Year - Prix FIPRESCI, remis au cours des Prix du cinéma européen